# Helodium sachalinense
Helodium sachalinense là một loài rêu trong họ Thuidiaceae. Loài này được (Lindb.) Broth. mô tả khoa học đầu tiên năm 1908.